# Baltika
Baltika a prekambrium végi Pannotia szuperkontinens széttöredezése során létrejött egyik új kontinens, amelyet korunkban a Balti-tengerről neveztek el. 
Magában foglalta Észak- és Kelet-Európa nagy részét. Északon a norvég self (sekély tengerrel borított kontinentális talapzat) délen a Barents-tenger és Novaja Zemlja, keleten az Urál varratvonala, délnyugaton pedig az egyes helyeken, de nem teljes hosszában összezáródott Teisseyre-Tonquist vonal határolta. A déli határ többször változott. Az ukrajnai pajzs egyértelműen Baltikához tartozott. Talán az észak-európai felület olyan töredékei, mint a Malopolska (Kis-Lengyelország) tömb, a Brno-Visztula tömb, Moesia és egyéb kis tömbök, amelyek most a Balti-tenger körül helyezkednek el, is Baltikához tartoztak. Közép- és Délkelet-Európában lehet, hogy az észak-európai lemez terjeszkedésével Baltika határa a Kárpátok és a Balkán palástja alá került.